# Reggio Emilia
Reggio Emilia (italsky Reggio nell'Emilia) je italské město v oblasti Emilia-Romagna, hlavní město stejnojmenné provincie. Město leží na římské silnici Via Aemilia, pojmenované po římském konzulovi Marcu Emiliu Lepidovi, po němž neslo za antických dob název i město (Regium Lepidi) a dodnes se po něm jmenuje celý region Reggio Emilia. Před sjednocením Itálie se městu říkalo prostě Reggio, případně Reggio di Lombardia.

## Části obce
Bagno, Botteghino di Sesso, Cadè-Gaida, Case Bigi, Case Manzotti-Scolari, Case Pirondi, Case Vecchie, Caseificio Laguito, Castel Baldo, Castellazzo, Castello di Pratofontana, Castello di Vialato, Chiesa di Bagno, Codemondo, Corticella, Fogliano, Gavasseto, Ghiarda, Ghiardello, Guittone d'Arezzo, Il Cantone di Marmirolo, Il Cantone di Pieve Modolena, Il Capriolo, Il Castello di Cadè, Il Chionso, La Corte, La Giarola, La Valle, Madonna Caraffa, Marmirolo, Massenzatico, Mulino Canali, Palazzina, Parrocchia di Cella, Piazza di Sabbione, Quaresimo, Roncadella, Roncocesi, Sabbione, San Bartolomeo, San Felice, San Giorgio, San Rigo, Stazione Pratofontana, Villa Corbelli, Villa Curta, Zimella

## Vývoj počtu obyvatel
Počet obyvatel

## Hospodářství a infrastruktura
Dlouhou dobu byl tento region zaměřený na zemědělství; typickým produktem je Parmezán a Lambrusco. Méně známá je výroba tradičního aceto balsamico od raného středověku.
Ve 20. století se začal rozvíjet průmysl, hlavně agrární technika a keramika. Reggio Emilia je sídlem firmy Max Mara.

## Partnerská města
- Bydhošť, Polsko
- Kišiněv, Moldavsko
- Cutro, Itálie
- Dijon, Francie
- Fort Worth, Spojené státy americké
- Girona, Španělsko
- Kragujevac, Srbsko
- Toluca, Mexiko
- Zadar, Chorvatsko
- Rio Branco, Brazílie